# Radovan Žerjav
Radovan Žerjav, né le 2 décembre 1968 à Maribor, est un homme politique slovène, membre du Parti populaire slovène (SLS).

## Biographie
Il est diplômé en technologie chimique depuis 1993 et travaille dans le secteur privé jusqu'au 12 septembre 2007, lorsqu'il est nommé ministre des Transports dans le gouvernement de centre droit de Janez Janša. Élu député à l'Assemblée nationale en 2008, il devient président du SLS le 16 mai 2009.
Le 10 février 2012, il est désigné vice-président du gouvernement et ministre du Développement économique et de la Technologie dans la nouvelle coalition de Janez Janša. Il démissionne le 25 février 2013, avec le retrait du SLS de la coalition au pouvoir, et abandonne la présidence du parti le mois suivant.